# ماثيو باول
ماثيو باول (بالإنجليزية: Matthew Powell)‏ هو لاعب كرة قدم أمريكي، ولد في 11 ديسمبر 1996 في هايوارد في الولايات المتحدة.